# Vishwaraj R. Jadeja
Vishwaraj R. Jadeja (Ahmedabad, 4 oktober 1985) is een Indiaas langebaanschaatser, woonachtig in het Nederlandse Hasselt
Jadeja kwam in december 2008 in Göteborg voor het eerst in aanraking met de schaatssport. Hierna kwam hij in contact met Marnix Koolhaas die vervolgens een artikel plaatste in een aantal kranten en tijdschriften over een Indiase schaatser in de ik-vorm die op zoek was naar een team. Er waren toen drie coaches die reageerden, waaronder Wim Nieuwenhuizen.
In januari 2012 deed Jadeja mee aan de Aziatische kampioenschappen schaatsen 2012 waar hij vierde werd op de 500 meter en ook deelnam aan de 1000, 5000 en 10.000 meter.
Jadeja viel pas echt in de prijzen in het modiale Mastercircuit, het circuit voor de 30+ sporter waar je start in een leeftijdscategorie (van 5 jaar). Hierin zijn ook nationale kampioenschappen, wereldkampioenschappen en zelfs (officieuze) Olympische spelen. De Olympische spelen voor Masters heten de World Master Games en de winterversie de Winter World Master Games . Jadeja startte in 2020 deze spelen in Innsbruck namens India en won zilver op de 3.000m, zilver op de 5.000m en brons op de 1.000m. Dit deed hij in de categorie 30-34 jaar. 
In 2024 deed Jadeja wederom mee met deze Winter World Master Games en won in categorie 35-39jaar zilver op de 3.000m en de 5.000m achter de Noor Andreas Haugerud . Op de 1.000m was er brons voor Jadeja achter Tim Broere en de Japanner Shuji Sugawara. Op de 10.000m won Jadeja goud. 

## Persoonlijke records
| Afstand      | Tijd      | Datum             | Baan           |
| ------------ | --------- | ----------------- | -------------- |
| 500 meter    | 40,11     | 20 maart 2014     | Heerenveen     |
| 1000 meter   | 1.20,06   | 26 juli 2014      | Inzell         |
| 1500 meter   | 1.57,90   | 20 november 2021  | Salt Lake City |
| 3000 meter   | 0 4.19,39 | 14 december 2013  | Heerenveen     |
| 5000 meter   | 0 7.25,16 | 04 september 2021 | Heerenveen     |
| 10.000 meter | 15.13,14  | 25 maart 2014     | Heerenveen     |

## Adelskalender
| 500 m  | 1500 m | 5000 m | 10.000 m | punten  |
| ------ | ------ | ------ | -------- | ------- |
| 40,110 | 39,300 | 44,516 | 45,657   | 169,583 |

Op de Adelskalender, de wereldranglijst aller tijden voor het allroundschaatsen welke is samengesteld aan de hand van de persoonlijke records van de schaatsers op de afstanden van de grote vierkamp, gooit Jadeja geen hoge ogen. Met zijn huidige puntentotaal van 169,583 (20 november 2021) zou hij na 01 maart 1969 niet meer bovenaan hebben gestaan. Toen kwam Kees Verkerk op een puntentotaal van 169,566.